# Formatge estiuenc dels prats alpins
El formatge estiuenc dels prats alpins (en francès fromage d'alpage, en italià formaggio di alpeggio, en alemany almkäse) és el formatge que es produeix entre 1.800 i 2.200 m. als Alps durant els mesos d'estiu.
Durant l'hivern el bestiar es manté a les valls i s'alimenta dels ferratges. En aquest període s'elabora formatge que s'anomena d'hivern. Després del desglaç, entre mitjans de juny i mitjans de setembre, els ramats comencen la seva migració d'estiu cap als prats d'alta muntanya. El període pot ser anticipat o retardat segons les condicions climàtiques de l'estació i de l'altitud en la que es troba el prat alpí.
Els animals pasturen i mengen herba fresca i flors abundants en aquesta altitud. Aquest fet, realçat per l'aire fresc i l'exercici de la caminada, comporta una llet rica, cremosa i saborosa, la mateixa que donarà al formatge un munt de sabors únics i complexos.
Malgrat que tots els formatges alpins tenen com a característica comuna les herbes de les pastures fresques, no hi ha dos formatges alpins iguals. La flora local, els mètodes de fabricació i les tradicions, determinen el sabor, el color, la forma, el grau de maduració i la duresa de la pell de cada formatge.
Per a la producció de formatge estiuenc dels prats alpins, la llet ha de ser produïda i processada en formatge durant els mesos d'estiu directament a l'altitud on pastura el ramat.